# Elsa Gress
Elsa Judith Elisa Gress (* 17. Januar 1919 in Frederiksberg; † 18. Juli 1988 in Damsholte, Insel Møn) war eine dänische Schriftstellerin und Gesellschaftskritikerin. Sie wurde mit dem Kritikerprisen und dem Søren-Gyldendal-Preis ausgezeichnet.

## Leben

### Kindheit, Jugend und Studium
Elsa Gress wuchs in Ordrup als Tochter eines Sekretärs auf. Der Vater verspielte das Vermögen der Familie bei Pferdewetten und führte ein unbeständiges Leben. Der frühe Tod der Mutter 1938 verschärfte noch die familiäre Dysfunktion. Nach dem Abschluss des neusprachlichen Gymnasiums in Ordrup 1937 nahm sie ein Studium der Literaturwissenschaft an der Universität Kopenhagen auf. Sie unternahm zwischen 1937 und 1939 mit ihrem Bruder und Freundinnen ausgedehnte Reisen per Anhalter in Deutschland, Belgien und Frankreich. Durch glückliche Fügung gelangte sie bei Kriegsausbruch von Paris nach London. Douglas Douglas-Hamilton, mit dem sie in Briefkontakt gestanden hatte, unterstützte sie finanziell, bis sie nach Dänemark zurückkehren konnte. Während der deutschen Besatzung beteiligte sie sich am dänischen Widerstand und musste zeitweise im Untergrund leben. 
Die persönlichen Beobachtungen im NS-Deutschland der Vorkriegszeit prägten ihr schriftstellerisches Schaffen und machten sie zu einer entschiedenen Verfechterin von Demokratie und Humanismus. 1942 schloss sie ihr Studium mit einer Arbeit über die englische Kunstkritik um 1700 (Engelsk æstetisk Kritik fra 1680 til 1725) ab und erhielt dafür die Goldmedaille der Universität Kopenhagen, ehe sie 1944 einen Magistertitel erhielt.
Persönliche Schicksalsschläge trafen sie auch nach Kriegsende: Sowohl ihr Bruder Palle Gress als auch ihr Partner begingen Suizid. Elsa Gress war zwischen 1945 und 1946 Mitarbeiterin der British Broadcasting Corporation (BBC).

### Literarisches Debüt und USA-Aufenthalt
In den folgenden Jahren widmete sie sich zunehmend der Schriftstellerei. Sie verfasste Romane, Literaturkritiken, Dramen und Essays, war aber auch als Übersetzerin, Verlagsberaterin und Kommentatorin tätig. 1945 veröffentlichte sie eine erste Sammlung ihrer Essays unter dem Titel Strejftog und begann damit eine Reihe von Arbeiten, die sich mit den Themen Gesellschaft, Kunst und Liebe befassten. Zugleich gab sie darin ihre Erlebnisse bei Reisen und Auslandsaufenthalten wieder.
Kurz darauf verarbeitete sie ihre schmerzhaften Erfahrungen in ihrem mit einem Literaturpreis ausgezeichneten Debüt-Roman Mellemspil (1947), der die Geschichte einer jungen Frau erzählt, die ins London der Nachkriegszeit flieht, um dort den Selbstmord ihres Geliebten zu verarbeiten und neuen Halt zu finden.
1948 erbte sie von einem Onkel eine Wohnung in der Kopenhagener Teglgårdsstræde. Diese entwickelte sich schnell zu einem Sammelpunkt für Künstler und Intellektuelle. Um den Lebensunterhalt für sich und ihre wechselnden Untermieter zu sichern, arbeitete sie in dieser Zeit überwiegend als Übersetzerin. 1950 nahm sie am jährlichen Seminar für US-amerikanische Studien in Salzburg teil und lernte dort den US-amerikanischen Literaturwissenschaftler und Dekan dieses Seminars, Professor R. W. B. Lewis, kennen. Sie folgte ihm in die USA. Aus dieser zwischen 1951 und 1952 bestehenden Liebesbeziehung entstammt ihr erster Sohn, der Philologe und Hochschullehrer David Gress, der nach der Ablehnung ihres Visums für die USA und ihrer Rückkehr nach Dänemark 1953 geboren wurde.

### Rückkehr nach Dänemark und Auszeichnungen
1956 heiratete sie den US-amerikanischen Maler Clifford Wright, den sie während ihres Aufenthalts in den USA im Sommer 1952 in der Künstlerkolonie Yaddo im Bundesstaat New York kennengelernt hatte, und mit dem sie 1957 zwei weitere Kinder bekam. Trotz der Ablehnung ihres US-Visums 1952 empfand sie eine Faszination für die USA und die von der McCarthy-Ära geprägte US-amerikanische Kultur der 1950er Jahre. Dieses Interesse spiegelte sich in dem Buch Nye strejftog (1957), einer Sammlung neuer Essays, wider.
1959 verzog sie mit ihrer Familie aus Kopenhagen nach Glumsø auf der Insel Seeland und wurde eine maßgebliche Persönlichkeit der dortigen Künstlerkolonie. 1964 veröffentlichte sie das Buch Det uopdagede køn. Die Ereignisse der Kindheit und den Verlust des Familienvermögens beschrieb sie im ersten Band ihrer Memoiren, der 1965 unter dem Titel Mine mange hjem erschien und in den 1920er und 1930er Jahren spielte.
Außerdem übersetzte sie auch Werke wie Anthony Burgess’ A Clockwork Orange (1962), Gespräche mit Goethe in den letzten Jahren seines Lebens (1963), Bertrand Russells Philosophie des Abendlandes (1965) sowie Philip Roths Goodbye Columbus (1965), aber auch Knaurs Mal- und Zeichenbuch (1964) in die dänische Sprache. In dem 1969 veröffentlichten Essayband Fugle og frøer beschrieb sie die Bedeutung von Reisen und anderer Erlebnisse für die Entwicklung einer eigenständigen Persönlichkeit. Daneben verfasste sie 1970 ein Theaterstück mit dem Titel Den sårede Filoktet.
Im Jahr 1966 wurde sie mit dem Wissenschafts- und Kulturpreis Tagea Brandts Rejselegat ausgezeichnet.
Im zweiten Band ihrer Memoiren Fuglefri og fremmed (1971), für den sie 1971 mit dem Dänischen Kritikerpreis geehrt wurde, erzählte sie über ihre Studienzeit und die Erlebnisse im Ausland. 1972 verließ sie mit ihrer Familie die Künstlersiedlung Glumsø und ließ sich auf der Insel Møn nieder. Dort setzte sie ihr künstlerisches Wirken fort.
1974 erhielt sie als erste Frau den Søren-Gyldendal-Preis. Autobiografisch geprägt war auch das Buch Compania I (1976), in dem sie ihre Erlebnisse aus den Kopenhagener Jahren 1948 bis 1956 beschrieb. Ebenfalls 1976 erschien Compania II, das die Erinnerungen bis ins Jahr 1972 fortführte.
Mit ihrer intensiven Kritik an sozialen, kulturellen und literarischen Problemen setzte Elsa Gress die Tradition der kulturradikalen Schriftsteller Georg Brandes und Poul Henningsen fort. Zur Lösung dieser Probleme sah sie in erster Linie den Humanismus, während sie eine Lösung durch den aufkommenden Feminismus der 1970er Jahre ablehnte und sich sogar deutlich vom Feminismus distanzierte.
Elsa Gress, die 1975 Mitglied der Dänischen Akademie wurde, schrieb zuletzt die Romane Salamander (1977) und Simurghen (1986). Ein Jahr nach ihrem Tod entstand ein Fernsehfilm über sie mit dem Titel Dramatikeren Elsa Gress.
Elsa Gress starb 1988 im Alter von 69 Jahren. Die Beisetzung fand auf dem Friedhof ihres Wohnortes Damsholte auf Møn statt.